# Музей Івана Франка (Вінніпег)
Музей Івана Франка (англ. Ivan Franko Museum) — музей, присвячений українському письменнику та поетові Івану Франку у Вінніпезі, Манітоба, Канада.Це єдиний у світі музей поза межами України, який присвячений Івану Франку. Музей функціонує насамперед завдяки зусиллям волонтерів та фінансово спирається на підтримку людей. Вхід до музею завжди був безкоштовним.
У чотирьох кімнатах музею представлені: картини, фотографії, книги та багатьох інших експонатів, подарованих музеями та галереями Києва та Львова, а також меценатами протягом багатьох років.
Музей Івана Франка визнаний провінцією Манітоба благодійною установою.